# Jean-François de La Pérouse

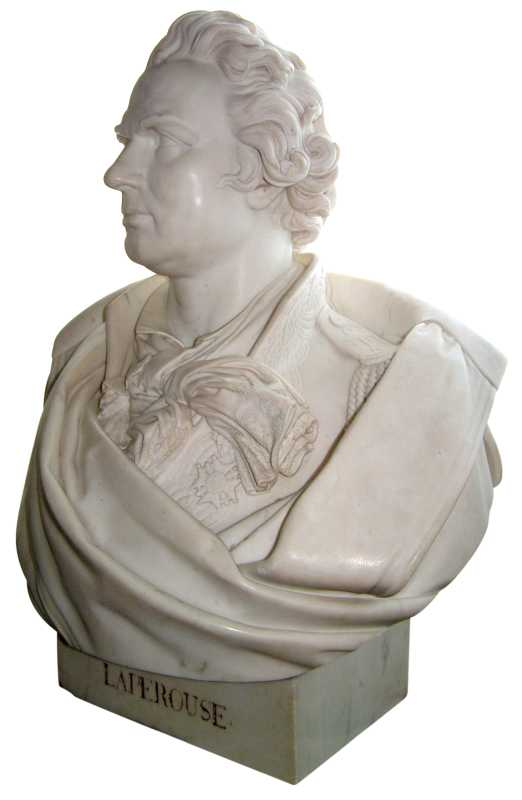
Bust de Lapérouse, per François Rude, del 1828

Jean-François Galaup, comte de La Pérouse, o Lapérouse (Albi, 23 d'agost de 1741 - Australàsia, 1788), fou un navegant i explorador francès. Va explorar el Pacífic d'extrem a extrem: del Cap d'Hornos a Alaska, de Califòrnia a la Xina, de Kamtxatka a Austràlia, fins que es va perdre el seu rastre.
Diversos llocs s'anomenen en memòria seva, destacant l'estret de La Pérouse entre l'illa japonesa de Hokkaido i la russa Sakhalín, i La Perouse Pinnacle a French Frigate Shoals de les illes Hawaii.

## Primers anys

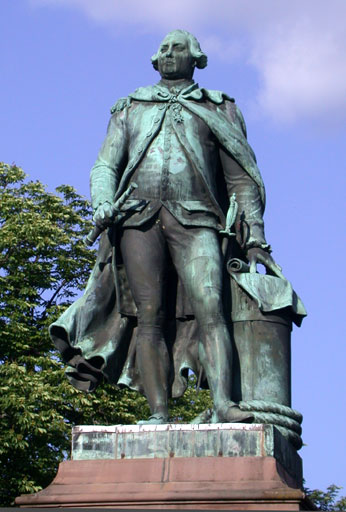
Estàtua de La Pérouse a Albi (Tarn)

Jean-François Galaup va néixer al castell de Gô, prop de la ciutat francesa d'Albi. La Pérouse era el nom d'una propietat familiar que va afegir al seu nom. Va estudiar als jesuïtes i va entrar al col·legi naval de Brest. Va participar en la Guerra dels Set Anys al Canadà entre França i el Regne Unit. Es va fer cèlebre l'agost de 1782 en una incursió a la badia de Hudson on va destruir les defenses britàniques.

## Viatge d'exploració
El rei Lluís XVI encarrega a Claret de Fleurieu, un home de ciència, l'organització d'un viatge d'exploració que retorni el prestigi marítim a França després de perdre el Canadà. Fleurieu recomana el comandament de La Pérouse. Els seus vaixells eren l'Astrolabe i la Boussole, tots dos de 500 tones. La Pérouse, que era un gran admirador de James Cook, va procurar mantenir bones relacions amb els illencs del Pacífic i, alhora, era admirat per la seva tripulació. Entre els 114 homes hi havia deu científics: Dagelet, astrònom i matemàtic; Lamanon, geòleg; La Martinière, botànic; un metge, tres naturalistes i tres il·lustradors.

### Alaska
Va partir de Brest l'1 d'agost de 1785, va doblar el Cap d'Hornos, i arribar a Concepción, a Xile. Va ser rebut pel governador O'Higgins, el pare del que seria l'alliberador de Xile. La Pérouse senyala que el poder colonial espanyol només controla les principals ciutats i la resta del país és d'indis irreductibles, i que el sistema colonial impedeix qualsevol desenvolupament comercial. Després d'estar-se dos dies a l'illa de Pasqua, va navegar fins a Alaska, aturant-se un dia a Maui, a les illes Sandwich (Hawaii). Després d'haver perdut el Canadà, França estava interessada en les possibilitats comercials del nord-oest americà. El setembre de 1786 arriba a Monterey de Califòrnia on fa unes observacions molt crítiques sobre el tractament dels indis a les missions franciscanes.

### Asia
Creua el Pacífic nord on està a punt d'estavellar-se a les illes de Sotavent de Hawaii. Arriba a Macau on va vendre les pells aconseguides a Alaska. Hi desembarca el naturalista Dufresne per portar les pells més preuades a França, per a la reina, a més dels diaris i mapes de l'expedició. Segueix la costa asiàtica visitant Corea, les illes Sakhalín, Hokkaido i les Kurils, i la península de Kamtxatka on arriba el 6 de setembre de 1787. Aquí descansa del viatge i rep la notícia d'un ascens i noves ordres de París perquè s'informi sobre l'assentament de colons britànics a Nova Gal·les del Sud. L'intèrpret de l'expedició, Barthélemy de Lesseps, desembarca per portar els documents de La Pérouse a França a través de Sibèria en un viatge èpic que durarà un any i finalment serà rebut pel rei.

### Pacífic
La següent escala va ser el 9 de desembre de 1787 a les illes dels Navegants (Samoa). Després de fer unes descripcions romàntiques de l'illa Tutuila, a l'estil de Bougainville, és atacat per sorpresa i maten a Fleuriot de Langle, el capità de l'Astrolabe, i onze tripulants més. Encara avui el lloc, al nord de l'illa, s'anomena Badia de la Massacre. L'expedició continua per les illes dels Amics (Tonga) fins a arribar a la badia de la Botànica, a Austràlia, el 26 de gener de 1788. Envia les seves cartes a París, en un vaixell anglès, on explica les seves intencions d'explorar Nova Caledònia, les illes Salomó i l'arxipèlag Louisiade. Se'l esperava de tornada a França al desembre de 1788, però després de partir d'Austràlia el 10 de març ja no se'n va saber res més.

### Ruta del viatge

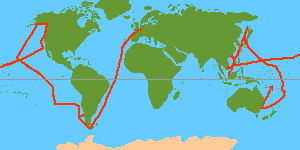
Ruta del viatge.

La ruta que va seguir l'expedició, amb els noms originals utilitzats per La Pérouse, és la següent:
- Brest, França, 1 d'agost de 1785
- Concepción a Xile, Illa de Pasqua, 9 d'abril de 1786
- Îles Sandwich (Illes Hawaii), 29 de maig.
  - Owhyhee (Illa de Hawaii), Mowée (Maui), Ranai (Lanai), Tahoorowa (Kahoolawe), Morotoi (Molokai), Wohaoo (Oahu)
- Alaska, 23 de juny al 30 de juliol
- Monterey a Califòrnia, 14 a 24 de setembre
- Illa Necker i Basses des Frégates Françaises (French Frigate Shoals)
- Macau, 2 de gener a 3 de febrer de 1787
- Manila, Corea, Oku-Yeso (Sakhalín), Yeso (Hokkaido), les Kurils i Kamtxatka, 6 a 29 de setembre.
- Îles des Navigateurs (Illes Samoa), 9 a 11 de desembre.
  - Opoun (Ta'u), Léoné (Olosega), Fanfoué (Ofu), Maouna (Tutuila), Oyolava (Upolu), Pola (Savai'i).
- Îles des Amis (Tonga):
  - Cocos (Tafahi), Traîtes (Niuatoputapu), Vavao (Vava'u), la Margoura (Fonualei), Latté (Late), Kao, Toofoa (Tofua), Hoonga-tonga, Hoonga-hapaee (Hunga Ha'apai), Tongataboo (Tongatapu), Plistard (Ata)
- Illa Norfolk
- Austràlia, 26 de gener a 10 de març de 1788

### Vaixells i tripulació
|                  | Boussole                                                                  | Astrolabe                                                  |
| ---------------- | ------------------------------------------------------------------------- | ---------------------------------------------------------- |
| Tipus de vaixell | Urca                                                                      | Urca                                                       |
| Desplaçament     | 500 tones                                                                 | 500 tones                                                  |
| Tripulació       | 114                                                                       |                                                            |
| Comandant        | Jean-Francois de La Pérouse (capità de navili, ascendit a cap d'esquadra) | P.A. Fleuriot de Langle (capità de navili, mort a Tutuila) |
| Lloctinent       | De Clonard (ascendit a capità de navili)                                  | De Monti (ascendit a capità de navili)                     |
| Astrònom         | J. Lepaute d'Agelet                                                       | Louis Monge (desembarcat a Tenerife)                       |
| Cirurgià         | Rollin                                                                    | Lavaux                                                     |
| Il·lustrador     | Prévost el jove                                                           | Prévost oncle                                              |
| Intèrpret        |                                                                           | Barthélemy de Lesseps (desembarcat a Kamtxatka)            |
| Naturalista      |                                                                           | Dufresne (desembarcat a Macau)                             |
| Botànic          |                                                                           | La Martinière                                              |

## La recerca de La Pérouse

### Viatge d'Entrecasteaux
Entre 1791 i 1793 Antoine Bruny d'Entrecasteaux va estar buscant La Pérouse. Va seguir la ruta que La Pérouse havia indicat que tenia intenció de fer. D'Entrecasteaux va fer algunes descobertes al sud-est i nord-est d'Austràlia, però va morir durant el viatge i no va trobar cap indici de La Pérouse.

### Descoberta del naufragi
El 1826, el capità anglès Peter Dillon va adquirir unes espases a Tikopia, una de les illes de Santa Cruz, que podien ser de l'expedició de La Pérouse. Li van explicar que les espases provenien de la veïna Vanikoro on dos vaixells havien naufragat. Dillon va navegar fins Vanikoro i va trobar bales de canó, àncores i altres restes. Amb aquests informes Jules Dumont d'Urville va explorar Vanikoro i va portar les restes trobades a França. De Lesseps, l'únic supervivent de l'expedició que havia desembarcar a Kamtxatka quaranta anys abans, va identificar les restes de l'Astrolabe.
Segons la informació recollida per Dillon, els dos vaixells es van estavellar als esculls de Vanikoro. Alguns tripulants, probablement els supervivents del Boussole, van ser massacrats pels illencs. Els altres supervivents van aconseguir construir un nou vaixell a partir de les restes de l'Astrolabe i van navegar cap a l'oest nou mesos més tard, però no se n'ha sabut res més.
El 1964 es van trobar definitivament les restes del Boussole als esculls de Vanikoro.

## Topònims en memòria de La Pérouse
A través dels topònims en memòria de La Pérouse gairebé es pot resseguir la vida i el famós viatge d'exploració: 
- A la ciutat natal d'Albi es troba el Musée Lapérouse, Lycée Lapérouse i el campus universitari Lapérouse, a més d'un monument amb els canons recuperats de Vanikoro.
- Dins la badia de Hudson hi ha La Pérouse Bay.
- A l'illa de Pasqua, la bahía de La Perouse és on va desembarcar.
- A Maui va desembarcar a La Perouse Bay.
- Mount La Pérouse i La Pérouse Glacier, són a Alaska, prop de la Badia dels Francesos, avui Lituya Bay.
- Un memorial a Carmel Mission, al sud de Monterey.
- La Perouse Pinnacle és la roca central de French Frigate Shoals.
- Estret de La Pérouse, que va descobrir entre les illes de Hokkaido i Sakhalín.
- La Perouse, avui una barriada de Sydney, és on va establir el seu camp a Botany Bay. També hi ha un La Perouse Museum i un momument.

A més, també es poden trobar:
- Noms de diversos vaixells de la Marina francesa.
- Una vila de pescadors prop d'Alger.
- Una muntanya i una glacera als Alps neozelandesos.
- Un cràter a la Lluna.